# العلاقات البالاوية الفيتنامية
العلاقات البالاوية الفيتنامية هي العلاقات الثنائية التي تجمع بين بالاو وفيتنام.

## مقارنة بين البلدين
هذه مقارنة عامة ومرجعية للدولتين:
| وجه المقارنة                                              | بالاو                         | فيتنام           |
| --------------------------------------------------------- | ----------------------------- | ---------------- |
| المساحة (كم2)                                             | 465                           | 331.69 ألف       |
| عدد السكان (نسمة)                                         | 21.73 ألف                     | 94.66 مليون      |
| الكثافة السكانية (ن./كم²)                                 | 4.67 ألف                      | 285.39           |
| العاصمة                                                   | نغيرولمود، كورور              | هانوي            |
| اللغة الرسمية                                             | لغة إنجليزية، اللغة البالاوية | اللغة الفيتنامية |
| العملة                                                    | دولار أمريكي                  | دونغ فيتنامي     |
| الناتج المحلي الإجمالي (بليون دولار)                      | 291.54 مليون                  | 234.19 مليار     |
| الناتج المحلي الإجمالي (تعادل القوة الشرائية) بليون دولار | 326.12 مليون                  | 553.42 مليار     |
| الناتج المحلي الإجمالي الاسمي للفرد دولار أمريكي          | 13.50 ألف                     | 2.48 ألف         |
| الناتج المحلي الإجمالي للفرد دولار أمريكي                 | 14.76 ألف                     | 5.63 ألف         |
| مؤشر التنمية البشرية                                      | 0.780                         | 0.666            |
| رمز المكالمات الدولي                                      | +680                          | +84              |
| رمز الإنترنت                                              | .pw                           | .vn              |
| المنطقة الزمنية                                           | ت ع م+09:00                   | ت ع م+07:00      |

## منظمات دولية مشتركة
يشترك البلدان في عضوية مجموعة من المنظمات الدولية، منها:
| علم المنظمة | اسم المنظمة                        | تاريخ انضمام بالاو | تاريخ انضمام فيتنام |
| ----------- | ---------------------------------- | ------------------ | ------------------- |
|             | مؤسسة التنمية الدولية              | 16 ديسمبر 1997     | 24 سبتمبر 1960      |
|             | الأمم المتحدة                      | 15 ديسمبر 1994     | 20 سبتمبر 1977      |
|             | البنك الدولي للإنشاء والتعمير      | 16 ديسمبر 1997     | 21 سبتمبر 1956      |
|             | بنك التنمية الآسيوي                | 2003               | 1966                |
|             | منظمة حظر الأسلحة الكيميائية       | ?                  | ?                   |
|             | مؤسسة التمويل الدولية              | 16 ديسمبر 1997     | 4 أغسطس 1967        |
|             | وكالة ضمان الاستثمار متعدد الأطراف | 16 ديسمبر 1997     | 5 أكتوبر 1994       |
|             | يونسكو                             | 20 سبتمبر 1999     | 6 يوليو 1951        |

## وصلات خارجية
- موقع وزارة الخارجية الفيتنامية